# Warda Al-Jazairia
Warda Ftouki, (Puteaux, 22 de julio de 1939-El Cairo, 17 de mayo de 2012) más conocida como Warda (وردة) o como Warda al-Jazairia (وردة الجزائرية, Warda, la argelina), fue una popular cantante argelina. Grabó unas 300 canciones y vendió decenas de millones de discos.

## Biografía
Warda Ftouki nació en 1939 en Puteaux, Francia, de padre argelino y madre libanesa. Comenzó a cantar en 1951, a los once años de edad. Rápidamente se hizo conocida por su canto de canciones árabes patrióticas. En 1972, el presidente argelino Houari Boumediène la invitó para que cantara en la conmemoración de la independencia de Argelia.
Luego, Warda, migraría a Egipto, en donde obtuvo su fama internacional, además de contraer matrimonio con el popular compositor egipcio Baligh Hamdi. Interpretando muchas de las canciones de Balig Hamdi y de otros compositores egipcios como, Mohammad Abdel Wahab y Mohammed Al Mougui, rápidamente saltó a la fama lanzando varios álbumes por año. Además, protagonizó algunas películas egipcias, con grandes estrellas de cine como Rushdy Abaza.
Debido a su popularidad y trayectoria se le concedió la nacionalidad egipcia. Tal era su compromiso con Egipto y el panarabismo, que cantó canciones nacionalistas populares para el país como Helwa Belady El Samra o la canción "Mi gran patria" ("Al Watan Al Akbar"), la cual fue interpretada también por las estrellas más importantes de la industria de la música egipcia en ese momento, incluidos Abdel Halim Hafez, Shadia, Sabah Fighali, Najat Al Saghira y Fayza Ahmed, compuesta por el cantante y compositor Mohammad Abdel Wahab que reflejaba la unión de las naciones árabes contra el colonialismo.

### Fin de carrera y muerte
Warda murió el 17 de mayo de 2012 en El Cairo a los 72 años de edad, tras de sufrir un paro cardíaco.
El 19 de mayo, su cuerpo fue trasladado de regreso a Argelia, su tierra natal, donde se le dio un funeral de Estado, y fue sepultada en cementerio El Alia, que está reservado para los héroes nacionales.

## Discografía[9]

### Álbumes
- El Oyoun El Soud
- Nagham El Hawa
- Warda El Djazairia Bassma وردة جزائرية بسمة
- Khleek Hena
- Wahachetouni
- Nar El Ghyera
- Warda Ana El Awane وردة أنا الأوان
- Ah Ya Liel Ya Zamn
- Moageza
- Alaaini
- Lazim Neftrek

## Filmografía

### Cine
- 1962 - Almaz wa Abdou Alhamoli (ألمظ وعبده الحامولي) con Adel Mamoun
- 1963 - Amirat Al Arab (أميرة العرب)
- 1973 - Sout Al Hob (La Voix de l'amour) con Hassan Yousef
- 1974 - Hekayti maa al-Zaman ( حكايتي مع الزمان) con Rushdie Abaza
- 1977 - Ah ya leil ya zaman
- 1993 - Lih Ya Donia

### Televisión
- 1979 - Awraq el Ward (أوراق الورد, Pétales de roses) con Omar al-Hariri
- 2006 - Han al Awan (آن الأوان, Le Temps est venu) de Youssef Maati, realizado por Ahmad Sakr